# Gods Will Be Watching
Gods Will Be Watching è un videogioco di genere avventura grafica punta e clicca a tema fantascienza, creato dal team di sviluppo spagnolo Deconstructeam. Il titolo è stato pubblicato nel luglio 2014. Le tematiche di gioco si basano sul decision making in situazioni con poche risorse. Il gioco è nato durante il concorso Ludum Dare 2013 a tema minimalistico.

## Trama
La trama narra delle vicende del Sergente Abraham "Burden" (soprannome datogli per via delle scelte difficili che spesso è costretto a prendere) è composta da sette capitoli più l'epilogo e un capitolo aggiunto dal DLC gratuito "The last chapter"

### Capitolo 1: Self-Justified Sacrifices
Un gruppo di rivoluzionari contrari alla schiavitù delle razze aliene, gli Xenolifer guidati da Liam Ferohn-Gau deve infiltrarsi in un laboratorio spaziale per rubare dei dati sul virus Medusea, un pericolosissimo virus letale per cui non esiste ancora un vaccino nel frattempo i soldati della Federazione Constellare cercano di fermarli. Mentre Liam è collegato ad un macchinario per ricevere i dati sul virus Medusea il Sergente Burden deve guidare il team degli Xenolifer tenendo d'occhio la sicurezza del computer attraverso il loro hacker "Shaman" l'avanzamento dei soldati della federazione attravererso il soldato "Jack Maslow" e il morale degli ostaggi per evitare che tentino di fuggire con la possibilità di picchiarli o sparargli eventualmente. alla fine del capitolo quando il furto di dati avrà avuto successo i soldati della federazione sparano una granata stordente sugli Xenolifer riuscendo a catturare il Sergente Burden e Jack Maslow mentre Liam e Shaman riusciranno a fuggire.

### Capitolo 2: 20 Days Of Empty Words
All'inizio della missione si vede un flashback in cui si scopre che il Sergente Burden e Jack Maslow fanno in realtà parte di un'associazione neutrale chiamata "E.C.U.K." (Everdusk Company for the Universe Knowledge) e sono infiltrati da tre anni negli Xenolifer allo scopo di tenerli d'occhio e sabotarne i piani nel caso siano pericolosi, Il comandante della E.C.U.K. aveva ordinato al Sergente Burden di uccidere Liam per evitare che prendesse possesso del virus Medusea ma Burden si era rifiutato dicendo che uccidere Liam avrebbe fatto saltare la copertura di Burden e Jack quando con un po' di pazienza avrebbero potuto porre fine agli Xenolifer. Il flashback termina e Burden si sveglia assieme a Jack in una sala delle torture della federazione constellare e vengono torturati per estorcerli informazioni sugli Xenolifer da due torturatori: Alexander e Irving Burden è deciso a non rivelare alcuna informazione sugli Xenolifer poiché quando Irving e Alexander sapranno le informazioni che gli servono li ucciderà. Liam (all'oscuro del fatto che Burden e Jack fossero infiltrati negli Xenolifer) riesce a infiltrarsi nella prigione in cui son tenuti Burden e Jack ma gli spiega che tentare una fuga in tre sarebbe un suicidio che però i soldati degli Xenolifer sono già in marcia e arriveranno in 20 giorni nel frattempo Liam rifornisce Jack e Burden di scorte mediche. Dopo soli 9 giorni mentre Liam parla con Burden e Jack i soldati della E.C.U.C.K.  fanno irruzione nella prigione e portano fuori Jack e Burden ma abbandonano Liam non sapendo chi sia.
Il capitolo ha riferimenti ad un altro gioco dei Deconstructeam, Age of Irving, creato sempre durante un Ludum Dare

## Sviluppo
- Regista: Jordi de Paco
- Artista / illustratore: Jonathan Romero
- Musiche: Paula Ruiz "fingerspit"